# 207 (عدد)
207 هو عدد صحيح. طبيعي بين 206 و208

## في الرياضيات

### خصائص
- 207عدد فردي
- 207عدد ناقص
- 207 عدد مضلعي (70 أضلاع-...)